# The Pink Panther Deux
The Pink Panther Deux is een Amerikaanse komische speelfilm uit 2009, het vervolg op The Pink Panther uit 2006. Het is daarmee het elfde deel in de veertig jaar oude The Pink Panther-reeks. Eerdere titels voor de film waren "The Pink Panther Always Rings Twice" en "The Next Pink Panther". In deze film werkt Inspector Clouseau samen met een team van detectives uit andere Europese landen om inbreker "The Tornado" te vangen, die na een decennium van afwezigheid weer terug is.

## Geschiedenis
Steve Martin, die opnieuw de rol van Clouseau speelt (origineel van Peter Sellers), tekende ook voor het script, samen met Scott Neustadter en Michael M. Weber in november 2006. Columbia Pictures, die het vervolg samen met MGM zal uitgeven, huurde ook nog een team van Lowell Ganz en Babaloo Mandel in om verder te schrijven vanaf januari 2007. Het filmen zou beginnen in februari 2007, om de film uit te laten komen in 2008. Door vertraging is dit pas in 2009 geworden, het filmen begon in augustus 2007.
Voormalig Miss World en Bollywoodster Aishwarya Rai Bachchan tekende voor de vrouwelijke hoofdrol als crimineel expert, Sonia Solandres. John Cleese vervangt Kevin Kline als Hoofdinspecteur Dreyfus. Jean Reno en Emily Mortimer keren terug in hun rollen van Ponton en Nicole. Andy García en Alfred Molina spelen de detectives van het 'Dream Team', dat wordt opgericht om "The Tornado" te vangen.
Shawn Levy, de regisseur van het eerste Pink Panther-avontuur van Steve Martin, werkt niet meer mee aan deze film wegens andere bezigheden. Harald Zwart is zijn vervanger.

## Verhaal
Clouseau wordt door Hoofdinspecteur Charles Dreyfus op vakantie gestuurd, weg van Frankrijk. Het blijkt dat de vakantie gebruikt wordt om hem uit dienst te krijgen. Als Clouseau Frankrijk verlaat wordt de Pink Panther diamant opnieuw gestolen. Samen met het 'Dream Team', bestaande uit Hoofdinspecteur Pepperidge (uit Groot-Brittannië), Vincenzo (een rijke zakenman uit Italië), Keji (een elektronicaspecialist uit Japan) en Sonia (een onderzoeker uit India), moet Clouseau de zaak van de Pink Panther diamant oplossen, de dader die slechts bekendstaat als "de Tornado" ontmaskeren en de diefstal van de Magna Carta ophelderen.

## Rolverdeling
- Steve Martin - Inspecteur Jacques Clouseau
- John Cleese - Hoofdinspecteur Charles Dreyfus
- Jean Reno - Gendarme Gilbert Ponton
- Emily Mortimer - Nicole Nuveau
- Andy García - Vicenzo Brancaleone
- Alfred Molina - Hoofdinspecteur Randall Pepperidge
- Aishwarya Rai Bachchan - Sonia Solandres
- Yuki Matsuzaki - Kenji Mazuto
- Jeremy Irons - Alonso Avellaneda
- Lily Tomlin - Yvette Berenger
- Molly Sims - Marguerite

## Filmlocaties
- Parijs, Frankrijk
- Boston, Massachusetts
- Chelsea, Massachusetts
- Washington D.C.
- Fairfax, Virginia
- Rome, Italië

## Trivia
- In een trailer van de film is Steve Martin te zien als Inspector Clouseau. Hij probeert (zonder succes) een kaartje te kopen voor een film. Hij krijgt geen kaartje omdat de film uitverkocht is. Om toch binnen te komen sluipt hij via de achteringang naar binnen waarna hij een scheur maakt in het filmdoek. Als hij zijn blunder opmerkt stapt hij verbouwereerd terug naar achteren en probeert het doek te repareren met plakband. Als je aan het einde van de trailer zijn schaduw achter het doek ziet, wordt deze gevolgd door de schaduw van de roze panter.
- Er zijn twee versies van deze trailer. In de eerste probeert hij een kaartje te kopen voor Kung Fu Panda, in de tweede voor WALL•E.